# Анджела Симиля
Анджѐла Симѝля (на румънски: Angela Similea; Ънтъй Дечембрие, 9 юли 1946 г.) е румънска поп певица от втората половина на XX век. Представя се на редица фестивали както в родната си страна, така и в чужбина, включително и в България.

## Биография
Родена е в комуната Ънтъй Дечембрие (окръг Илфов), намираща се недалеч на юг от Букурещ. Тя е първото дете в семейството на Петре и Гергина Симиля и има двама по-малки братя. Увлича се по музиката още като малка.
В младежките си години развива комплекс за малоценност вследствие на строгостта на майка си, която не я пуска да ходи на събирания с приятелите си. Голямо влияние върху избора ѝ да иска да стане певица, има концерт на Мария Тънасе, на който Анджела отива веднъж. Въпреки това поради категоричния отказ на майка си да се впусне в такава кариера, която не ѝ осигурява материална сигурност, се насочва към детската медицина.
Първото ѝ качване на сцена е, когато е десетокласничка в столичния лицей „Илие Пинтилие“. По време на гимназиалните ѝ години учителят ѝ по музика Марин Теофил открива дарбата ѝ и я насочва към композитора Джордже Григориу, който по това време е ръководител на ансамбъла на Съюза на комунистическата младеж. По негов съвет се записва да следва пеене в Народното училище за изкуство в класа на Флорика Оръску с корепетитор Мариус Цейку от 1967 до 1970 г. При тях учат и други видни имена на румънската музика като Аура Урзичану, Дида Дръган, Михай Константинеску, Мирабела Дауер, Олимпия Панчу и други. Тъй като учителката намира гласа на Анджела за твърде крехък, ѝ препоръчва да започне да пуши, за да звучи по-сериозно. След относително кратко време гласът ѝ узрява и става по-дълбок.
Дебютът ѝ е през декември 1967 г. на Конкурса за артисти любители и печели I и III награда с песента Câmpia sub lună („Полето под луната“ по музика на Василе Веселовски от репертоара на Аида Мога), след което – I награда на конкурса Primăvara bucureșteană („Букурещка пролет“). През 1969 г. участва за първи път на Фестивала за лека музика в Мамая с три песни и се появява за първи път по телевизията.

### 70-те години
Първия си значим успех постига с II награда („Сребърен елен“) на 3-тото издание на Международния фестивал „Златният елен“ в Брашов през март 1970 г. за изпълнението си на песните Marea cântă („Морето пее“) и După noapte vine zi („След нощта идва ден“). На същото издание Паша Христова печели III награда („Бронзов елен“).
През 1971 г. „Електрекорд“ издава първата ѝ краткосвиреща плоча с песни по музика на Джордже Григориу. Сред включените е Amurgul („Здрачът“), с която печели специалната награда на журито на конкурса „Дечинска котва“ в Чехословакия и се представя и на 12-ото издание на Международния музикален фестивал в Сопот (Полша) през август.
Участва в съвместните продукции „Ало, София, тук Букурещ“ (реж. Хачо Бояджиев) и „Ало, Букурещ? Тук София“ (реж. Сорин Григореску) на Българската и Румънската телевизия съответно през януари 1972 г. и септември 1976 г.
През юни 1974 г. участва на 10-ото издание на фестивала „Златният Орфей“ в Слънчев бряг и получава II награда в международния конкурс за изпълнението си на песента Tu ești primăvara mea („Ти си моята пролет“), включена в сборната плоча „Златният Орфей '74. Лауреати – певци и песни“ (ВТА 1723), издадена от „Балкантон“
През 1977 г. на Фестивала за лека музика в Мамая участва с песента Un albastru infinit („Безкрайна синева“) по музика на Марчел Драгомир и текст на Овидиу Думитру, за която печели I награда. Включена е в едноименния ѝ първи албум от следващата година, издаден от „Електрекорд“. С някои от песните в него е заснет и късометражен 20-минутен филм с нейно участие в Сибиу и по дунавската делта със същото име с режисьор Виорел Сергович. През август 1977 г. участва на 17-ото издание на Международния музикален фестивал в Сопот, на който е замислено да изпълни заглавната песен и Țurai („Цурай“) в трио с Олимпия Панчу и Мариус Цейку, но партитурите за първата не пристигат навреме и се налага Цейку да създаде гласов аранжимент за акапелната песен Pastel в нощта преди фестивала, за да може Анджела да има песен, с която да се представи. В деня на фестивала организаторите решават да я преместят в заключителната част на концерта, но тя отказва и така триото изпълнява Țurai и Il faut que les hommes s'aiment („Трябва хората да се обичат“). Печели наградата „Мис обектив“ на събитието.

### 80-те и 90-те години
През 80-те години записва поредица от албуми, участва в няколко филма и мюзикъла.
През 1995 г. записва една от най-известните си песни – Să mori de dragoste rănită („Да умреш от ранена любов“) по музика на Марчел Драгомир и текст на Аурел Сторил, обявена за „песен на XX век“ през 2000 г.

## Личен живот
Певицата има четири брака.
Първият е с електротехника Анди Константин, с когото не след дълго се развежда.
Вторият е с китариста Сорин Мовиляну, от когото има син, кръстен на него.
Третия си брак сключва през 1974 г. с нидерландския бизнесмен Ян Хилген, с когото се запознава чрез свой приятел от Румъния. Остава с него в продължение на 17 години до развода си през 1991 г.
Четвъртия си брак сключва на 9 февруари 1999 г. с политика Виктор Сурду, с когото остава до смъртта му от рак на задстомашната жлеза на 7 април 2011 г.

## Дискография

### Студийни албуми
- 1978 – Un albastru infinit
- 1983 – Nufărul alb
- 1985 – Angela Similea
- 1986 – Balada iubirilor deschise
- 1987 – Nu-mi lua iubirea (съвместен албум с Мариус Цейку)
- 1988 – De dragul tău
- 1994 – B 03 MAG
- 1994 – Îți amintești de mine…
- 1996 – Să mori de dragoste rănită
- 1998 – Colinde și cântece de Crăciun (съвместен албум с Мариус Цейку)
- 1999 – Un roman de iubire într-un albastru infinit
- 2005 – Lumea mea
- 2008 – Doar pentru voi (съвместен албум с Виктор Сурду и Овидиу Коморник)

### Сборни албуми
- 1986 – Angela Similea: Un albastru infinit, Nufărul alb, Trăiesc
- 1995 – Succese (Tu, iubirea mea)
- 1997 – Angela Similea
- 2002 – Nostalgie
- 2003 – Dacă nu ai prieteni, ești un om sărac
- 2007 – Anii 70, vol. 1
- 2007 – Anii 70, vol. 2
- 2008 – Muzică de colecție, vol. 30: Angela Similea
- 2009 – Anii 80, vol. 1
- 2010 – Anii 80, vol. 2
- 2019 – Trăiesc
- 2019 – Să ne reamintim

### Краткосвирещи плочи
- 1971 – Amurgul/O fată și-o chitară/Nesuferită tristețe/Iubire, tu
- 1975 – Melodii din repertoriul lui Demis Roussos: Numai cu tine/Umbre/Va fi o zi
- 1976 – Să iubești cât trăiești…/Simfonia iernii/Hei, omule!

## Филмография
- 1980 – Un albastru infinit (късометражен музикален)
- 1984 – Totul e posibil în joc
- 1985 – Rămășagul
- 1986 – Trenul de aur
- 1987 – O zi la București
- 2014 – Să mori de dragoste rănită (късометражен)

## Признания и отличия
- 1970 – II награда („Сребърен елен“) на 3-тото издание на Международния фестивал „Златният елен“ в Брашов за песните Marea cântă („Морето пее“) и După noapte vine zi („След нощта идва ден“)
- 1974 – II награда в международния конкурс на 10-ото издание на Международния фестивал „Златният Орфей“ в Слънчев бряг за песента Tu ești primăvara mea („Ти си моята пролет“)[5][6]
- 2004 – орден „За заслуги в областта на културата“, степен „Кавалер“, категория Б – „Музика“, Букурещ, Румъния[7]